# Bloomfield Challenger
Il Bloomfield Challenger è stato un torneo professionistico di tennis giocato su campi in cemento. Faceva parte dell'ATP Challenger Series. L'unica edizione si è disputata a Bloomfield negli Stati Uniti.

## Albo d'oro

### Singolare
| Anno | Campione      | Finalista | Punteggio |
| ---- | ------------- | --------- | --------- |
| 1991 | Chris Pridham | Tommy Ho  | 6–3, 6–4  |

### Doppio
| Anno | Campioni                  | Finalisti                  | Punteggio |
| ---- | ------------------------- | -------------------------- | --------- |
| 1991 | Steve DeVries Matt Lucena | Doug Eisenman Ted Scherman | 6–4, 6–3  |